# هگزاهیدروکسی‌بنزن تریس‌کربنات
هگزاهیدروکسی‌بنزن تریس‌کربنات (به انگلیسی: Hexahydroxybenzene triscarbonate) با فرمول شیمیایی C۹O۹ یک ترکیب شیمیایی با شناسه پاب‌کم ۱۳۳۸۲۱۳۲ است. که جرم مولی آن ۲۵۲٫۰۹ g/mol می‌باشد. 